# VAT Information Exchange System (Система обміну інформацією про ПДВ)
Система обміну інформацією про ПДВ ( VAT Information Exchange System, VIES ) — це електронний засіб передачі інформації про реєстрацію Компаній платниками ПДВ. Система спрямована не перевірку компаній зареєстрованих у Європейському Союзі. Таким чином мета системи перевірити та підтвердити або не підтвердити дійсність номерів ПДВ. Законодавство ЄС вимагає, якщо товари або послуги закуповуються покупцем, з однієї держави ЄС, у продавця, з іншої державі ЄС, то сплата ПДВ має відбутись лише в державі-члені, де знаходиться покупець. Тоді як в інших випадках, ПДВ повинен бути сплачений у державі-члені, де проживає постачальник. Тому постачальникам потрібен простий спосіб перевірки номерів ПДВ, наданих покупцями. Ця перевірка виконується через VIES.
VIES сам не є тримачем бази даних номерів ПДВ. Замість цього він пересилає запит на підтвердження номера платника ПДВ до бази даних відповідної держави-члена та, отримавши відповідь, передає інформацію, надану державою-членом. Ця інформація містить щонайменше відповідь «ТАК/НІ» щодо існування та дійсності наданого номера. Він також може містити додаткову інформацію, таку як назва та адреса компанії платника, але тільки тоді, коли така інформація надається державою-членом. VIES додатково надає унікальний контрольний номер, який можна використовувати, щоб підтвердити податковому органу, що певний номер ПДВ було підтверджено під час покупки.
Потрібно взяти до уваги, що негативний результат перевірки VIES не завжди означає, що номер ПДВ покупця недійсний. Наприклад, польське законодавство передбачає, що номер платника ПДВ ЄС (зареєстрований у VIES) надаються лише тим польським платникам ПДВ, які здійснюють придбання всередині спільноти товарів на суму 50 000 злотих або більше протягом року. Усі інші польські платники податку на додану вартість можуть використовувати замість цього звичайний польський номер NIP (без префіксу PL та реєстрації у VIES) під час здійснення придбань (покупок) у межах громади, незважаючи на те, що VIES поверне негативну перевірку. Крім того, платник податку на додану вартість із реєстрацією у VIES, який задекларує придбання всередині громади на суму 0 злотих протягом трьох місяців поспіль, буде автоматично виключено з VIES. Таким чином, коли перевірка VIES повертає негативний результат, лише перевірка на національному рівні статусу платника ПДВ номера NIP може вирішально уточнити його дійсність як дійсного номера ПДВ (перевірка статусу доступна безкоштовно на  ). 
Нововведення в VIES передбачають додавання додаткових заходів для забезпечення більшої точності перевірок. Наприклад, у деяких країнах ЄС запроваджено розширені бази даних, які дозволяють перевіряти історію номерів ПДВ і динаміку змін статусу платника ПДВ. Крім того, планується інтеграція технології штучного інтелекту для аналізу даних про ПДВ і попередження можливих помилок під час перевірки 
Німеччина, Італія, Іспанія та Польща надають такі послуги на національному рівні. 

## Зовнішні посилання
- Сайт VIES
- Подробиці VIES
- Довідкова інформація
- Програмне забезпечення для масової перевірки номеру ПДВ
- Надбудова Excel з офіційного магазину Microsoft AppStore для масової перевірки номера ПДВ
- Посібник трейдерів щодо ПДВ VIES